# Obchodní zákoník
Obchodní zákoník byl zákoník vyhlášený ve Sbírce zákonů pod č. 513/1991 Sb., který v letech 1992–2013 upravoval oblast obchodního práva coby součásti práva soukromého. Obecným právním předpisem soukromého práva byl občanský zákoník a obchodní zákoník představoval nejvýznamnější zvláštní předpis k občanskému zákoníku. Obchodní zákoník upravoval:
- postavení podnikatelů (například otázky obchodní společnosti, firmy, jednání podnikatele)
- obchodní závazkové vztahy (obchodní smlouvy, odpovědnost za škodu)
- některé jiné vztahy s podnikáním související (například obchodní rejstřík)
- postavení jiných osob než podnikatelů, pokud tak stanoví zákon (např. soukromoprávní nároky spotřebitelů při poškození nekalou soutěží)

Vztah k občanskému zákoníku byl různý. Některé vztahy obchodní zákoník neupravoval (pak se použil občanský zákoník výhradně, pokud tyto vztahy neupravoval zvláštní zákon), jiné upravoval jen částečně (pak se občanský zákoník použil částečně v neupravených částech – tyto části byly zpravidla označeny jako „některá ustanovení o započtení pohledávek“ apod.) a jiné komplexně (pak se občanský zákoník nepoužije vůbec – komplexní úpravy). Jeho zásady nicméně byly posledním možným pramenem obchodního práva.
Hlavními autory obchodního zákoníku byli Stanislav Stuna (úprava obchodních společností) a Ludvík Kopáč (úprava obchodních závazkových vztahů).[zdroj?]

## Systematika
Obchodní zákoník se skládal ze čtyř částí:
1. Obecná ustanovení: věcná a osobní působnost zákona, vymezení pojmů podnikání, podnikatel, obchodní závod a obchodní jmění, organizační složka podniku, obchodní firma, jednání podnikatele (zvláštní ustanovení k občanskému zákoníku), prokura, obchodní tajemství, podnikání zahraničních osob v ČR, obchodní rejstřík (čistě veřejnoprávní ustanovení), účetnictví podnikatelů (pouze základ s odkazem na zvláštní normy), hospodářská soutěž s odkazem na zákon proti omezování hospodářské soutěže a s vlastní úpravou nekalé soutěže
2. Obchodní společnosti a družstvo: obecná ustanovení o obchodních společnostech, veřejná obchodní společnost, komanditní společnost, společnost s ručením omezeným, akciová společnost, družstvo, evropská společnost, evropské hospodářské zájmové sdružení
3. Obchodní závazkové vztahy: obecná ustanovení o obchodních závazkových vztazích, jednotlivé smluvní typy pro oblast obchodu a podnikání, zvláštní ustanovení pro obchodní závazkové vztahy v mezinárodním obchodu
4. Ustanovení společná, přechodná a závěrečná

## Obchodní závazkové vztahy
Obchodním zákoníkem se řídily obchodní závazkové vztahy:
- mezi podnikateli, pokud se týkaly jejich podnikatelské činnosti
- mezi státem nebo územní samosprávou a podnikateli při jejich podnikatelské činnosti, pokud se týkaly zabezpečování veřejných potřeb
- bez ohledu na povahu účastníků, pokud tak stanovil tento zákon (např. mezi zakladateli obchodních společností)
- mezi jakýmikoliv stranami, pokud se tak písemně dohodly a tato dohoda nesměřovala ke zhoršení právního postavení účastníka smlouvy, který sám nebyl podnikatelem
- většinou i zajištění uvedených závazků

## Zrušení obchodního zákoníku
V souvislosti s přijetím nového občanského zákoníku byl od 1. ledna 2014 nahrazen novým zákonem o obchodních korporacích. Oproti původnímu obchodnímu zákoníku nový zákon neobsahuje právní úpravu závazkových vztahů, která byla přesunuta do nového občanského zákoníku, a některé další okruhy otázek (například obchodní rejstřík). Je tedy zaměřen především na úpravu obchodních společností a družstev. Hlavním zpracovatelem návrhu zákona o obchodních korporacích byl Bohumil Havel.
Obchodní zákoník je stále platný na Slovensku.